# Рокі-Поїнт (Нью-Йорк)
Рокі-Пойнт (англ. Rocky Point) — переписна місцевість (CDP) в США, в окрузі Саффолк штату Нью-Йорк. Населення — 13 633 особи (2020).

## Географія
Рокі-Пойнт розташоване за координатами 40°56′9″ пн. ш. 72°56′11″ зх. д. / 40.93583° пн. ш. 72.93639° зх. д. (40.935745, -72.936391).  За даними Бюро перепису населення США в 2010 році переписна місцевість мала площу 29,26 км², уся площа — суходіл.

## Демографія
Згідно з переписом 2010 року, у переписній місцевості мешкало 14 014 осіб у 4820 домогосподарствах у складі 3615 родин. Густота населення становила 479 осіб/км².  Було 5366 помешкань (183/км²).
Расовий склад населення:
| - 93,7 % — білих - 1,6 % — азіатів - 1,5 % — чорних або афроамериканців - 0,1 % — корінних американців - 1,6 % — осіб інших рас |

До двох чи більше рас належало 1,4 %. Частка іспаномовних становила 7,0 % від усіх жителів.
За віковим діапазоном населення розподілялося таким чином: 27,2 % — особи молодші 18 років, 64,0 % — особи у віці 18—64 років, 8,8 % — особи у віці 65 років та старші. Медіана віку мешканця становила 36,8 року. На 100 осіб жіночої статі у переписній місцевості припадало 98,7 чоловіків;  на 100 жінок у віці від 18 років та старших — 98,0 чоловіків також старших 18 років.
Середній дохід на одне домашнє господарство  становив 102 715 доларів США (медіана — 91 661), а середній дохід на одну сім'ю — 116 017 доларів (медіана — 105 236). Медіана доходів становила 75 506 доларів для чоловіків та 53 504 долари для жінок. За межею бідності перебувало 5,3 % осіб, у тому числі 7,5 % дітей у віці до 18 років та 1,8 % осіб у віці 65 років та старших.
Цивільне працевлаштоване населення становило 6848 осіб. Основні галузі зайнятості: освіта, охорона здоров'я та соціальна допомога — 33,2 %, роздрібна торгівля — 12,7 %, науковці, спеціалісти, менеджери — 9,2 %, будівництво — 8,8 %.